# サリア
サリア（Sarria）は、スペイン・ガリシア州ルーゴ県のムニシピオ（基礎自治体）。コマルカ・デ・サリアに属し、同コマルカの中心自治体である。ガリシア統計局によれば、2010年の人口は13,611人（2009年：13,508人、2006年:13,352人、2005年:13,155人、2004年:13,132人、2003年:13,142人）で、同県で5番目の人口を有する。住民呼称はsarriao/-iá。面積は184.6km²。
自治体内をサンティアゴ巡礼路が通っている。
ガリシア語話者の自治体人口に占める割合は96.57％（2001年）。

## 地理
サリアはルーゴ県の中南部に位置し、コマルカ・デ・サリアに属する。北はオ・パラモと、北から東にかけてはランカラと、東はサモスと、南はオ・インシオと、西はパラデーラの各自治体と隣接、自治体の中心地区はサリア教区のサリア地区。
サリア司法管轄区に属し、同管轄区の中心自治体である。

### 人口
住民は50の教区の241の集落に居住している。
| サリアの人口推移 1900－2010                             |
|                                                         |
| 出典:INE（スペイン国立統計局）1900年 - 1991年、1996年 - |

## 政治
自治体首長はガリシア国民党（PPdeG）のホセ・アントーニオ・ガルシーア・ロペス（José Antonio García López） 、自治体評議員はガリシア国民党：9、ガリシア社会党（PSdeG-PSOE）：5、IG（Independientes de Galicia）：2、ガリシア民族主義ブロック（BNG）：1となっている（2011年5月22日自治体選挙結果、得票順）。  
| 2011年5月22日の自治体選挙 |        |        |          |
| 政党                      | 得票数 | 得票率 | 獲得議席 |
| PPdeG                     | 3,800  | 44.60% | 9        |
| PSdeG-PSOE                | 2457   | 28.84% | 5        |
| IG                        | 900    | 10.56% | 2        |
| BNG                       | 841    | 9.87%  | 1        |
| その他                    | 344    | 4.03%  | 0        |

## 史跡
- サリア城（Castelo de Sarria、カステーロ・デ・サリア）- 中世の城砦。今日現存するのは高さ14mの塔のみである。Torre dos Batallóns（トーレ・デ・バタジョンス）あるいはTorre de Sarria（トーレ・デ・サリア）とも呼ばれる。

## 教区
サリアは50の教区に分けられる。太字は自治体中心地区のある教区。
- アルバン（サンタ・マリーア）
- バルバデーロ（サンティアーゴ）
- ベランテ（サンタ・マリーア）
- ベトーテ（サン・ビセンソ）
- ビビージェ（サン・ミゲル）
- カルボル（サント・エステーボ）
- オ・カミーニョ（サン・マメーデ）
- カステーロ・ドス・インファンテス（サンティアーゴ）
- セサール（サン・サルバドール）
- ア・チャンカ（サン・マメーデ）
- チョレンテ（サン・シュリアン）
- コルベージェ（サンタ・マリーア）
- ファフィアン（サン・ショアン）
- ファルバン（サンティアーゴ）
- フェレイロス（サン・サドゥルニーニョ）
- フォンターオ（サン・マルティーニョ）
- フラーデス（サン・シュリアン）
- ゴイアン（サン・ミゲル）
- リエール（サンタ・マリーア）
- ロウレイロ（サン・マルティーニョ）
- ロウサデーラ（サント・エステーボ）
- ロウセイロ（サン・マルティーニョ）
- マシーデ（サン・ペドロ）
- オ・マト（サン・サルバドール）
- メイシェンテ（サン・シュリアン）
- ネスペレイラ（サンティアーゴ）
- オルトアー（サンタ・マリーア）
- ア・ペーナ（サンタ・マリーア）
- ピニェイラ（サン・ミゲル）
- ア・ピンサ（サン・サルバドール）
- レケイショ（サン・マルティーニョ）
- ルビン（サンタ・マリーニャ）
- サン・フィス・デ・レイモンデス（サン・ペドロ・フィス）
- サン・フィス・デ・ビラペドレ（サン・フィス）
- サン・ミゲル・デ・ビラペドレ（サン・ミゲル）
- サン・ペドロ・デ・フロイアン（サン・ペドロ）
- サン・サドゥルニーニョ・デ・フロイアン（サン・サドゥルニーニョ）
- サン・サルバドール・デ・ペーナ（サン・サルバドール）
- サン・ビセンソ・デ・フロイアン（サン・ビセンソ）
- サン・シュリアン・デ・ベイガ（サン・シュリアン）
- サンタージャ・デ・アルシェミル（サンタージャ）
- サント・アンドレ・デ・パラデーラ（サント・アンドレ）
- サント・アントリン（サンタ・エウフェミア）
- サント・エステーボ・ド・マト（サント・エステーボ）
- サリア（サン・サルバドール、サンタ・マリーニャ、ノサ・セニョーラ・ド・ロサリオ）
- セテベントス（サン・ペドロ）
- ア・ベイガ（サンティアーゴ）
- ビラマイヨール（サンタ・マリーア）
- ビラール（サンタ・マリーア）
- サリア・デ・サリア（サン・サルバドール）